# مسیح در یهودیت

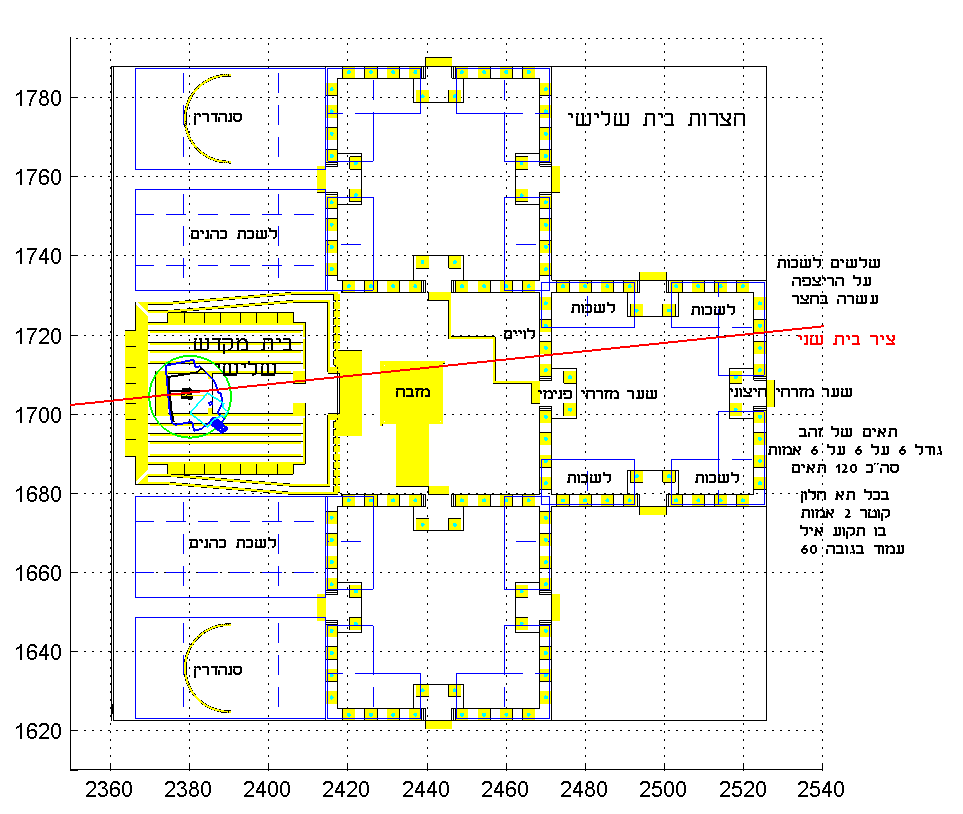
تصویری از معبد سوم - نوشته شده به زبان عبری

در یهودیت، مسیح (عبری: מָשִׁיחַ، تلفظ به انگلیسی: māšîaḥ، تلفظ به فارسی: ماشیا؛ یونانی: χριστός، تلفظ به انگلیسی: khristós، معنی: تدهین شده، آغشته به روغن) عنوانی است برای ناجی و آزادی بخش مردم یهودی.

## فرجام شناسی یهودی
در فرجام شناسی یهودی، عبارت mashiach (ماشیا)، یا "Messiah" (مسیاح)، برای اشاره به شاهی یهودی در آینده از تبار داود اشاره می‌شود، که انتظار می‌رود با روغن مقدس مسح آغشته شده باشد و در عصر مسیانی (به انگلیسی: Messianic age، مسیانی به انتظار مسیح) بر مردم حکومت کند.
با این حال در کتاب مقدس عبری از کوروش کبیر پادشاه ایران به عنوان نجات دهنده یاد شده است. کوروش تنها غیریهودی در کتاب مقدس است که لقب منجی یا مسیحا به او داده شده است. بر اساس این نوشتارها -بیشتر داستان در کتاب عزرا ذکر شده است- کوروش پادشاهی است که توسط او اسارت یهودیان در بابل به پایان می‌رسد و در سال اول حکمرانی فرمان بازسازی معبد اورشلیم را داده است.